# Desa Pelapuan
Desa Pelapuan är en administrativ by i Indonesien.   Den ligger i provinsen Provinsi Bali, i den sydvästra delen av landet, 900 km öster om huvudstaden Jakarta. Desa Pelapuan ligger på ön Bali.